# 萊梅河

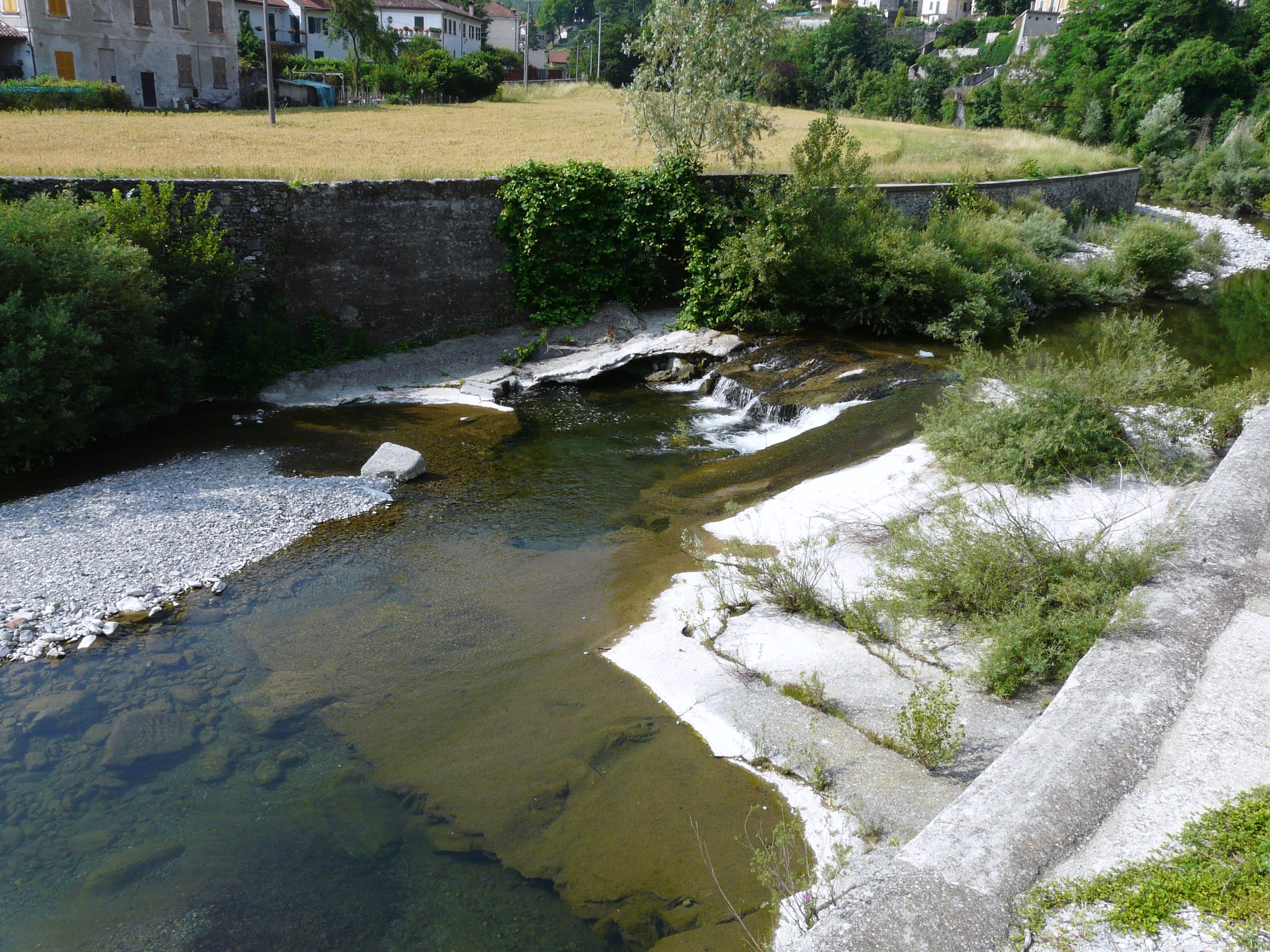

萊梅河是意大利的河流，位於該國北部亞歷山德里亞省，屬於奧爾巴河的右支流，河道全長34公里，流域面積180.5平方公里，平均流量每秒3.1立方米，河口處在普雷多薩。